# Tour d'Urkulu
La tour d’Urkulu est une tour-trophée commémorative romaine (tropaeum) édifiée au sommet du mont Urkulu (altitude 1419 m) qui fut érigée au bord de la vieille voie indigène reliant le pays de Cize à la vallée d'Aezkoa sur le territoire de la commune d’Orbaitzeta, en Navarre, à quelques mètres de la frontière entre l'Espagne et la France.

## Histoire
Cette tour-trophée a probablement été érigée en 28 av. J.-C. par le proconsul Marcus Valerius Messalla Corvinus pour commémorer sa victoire sur les Tarbelles (peuple aquitain proto-basque) dans les Pyrénées et marquer la limite sud des nouveaux territoires conquis. De retour à Rome Messalla obtient de célébrer un triomphe. 
Le poète Tibulle, qui accompagnait Messalla durant sa campagne, mentionne dans ses élégies que les « Pyrénées tarbelles sont témoins » de la victoire romaine (Tarbella Pyrene testis).

## Situation
La tour domine le passage de la frontière au col d'Arnostéguy, que franchissait la voie romaine Bordeaux-Astorga en passant par Pampelune et Dax et se trouve au nord-est du col de Roncevaux.

## Description
En 1976, l'archéologue français Jean-Luc Tobie a identifié les ruines au sommet du mont Urkulu comme une tour romaine, un trophée de victoire, érigé au premier siècle avant notre ère pour commémorer la récente conquête de l'Aquitaine. La campagne archéologique de 1990 a confirmé cette interprétation du monument. 
La tour est en forme de cône tronqué, mesurant 19,5 mètres de diamètre à la base et de 3,6 mètres de haut. Sa hauteur initiale devait être de 4,5 mètres. L'épaisseur des parois est de 2,6 mètres et son intérieur est rempli avec les restes des travaux de construction. Cette structure n'est pas sans rappeler celle du Tropaeum Traiani (Trophée de Trajan) en Roumanie, postérieur d'un siècle.
À quelques mètres de la tour se trouvent les ruines d'une maison fortifiée construite à la fin du XVIIIe siècle, pendant la guerre du Roussillon entre la France et l'Espagne en 1793. Sur les pentes de la même montagne on trouve également de nombreux vestiges préhistoriques, dolmens et cromlechs.

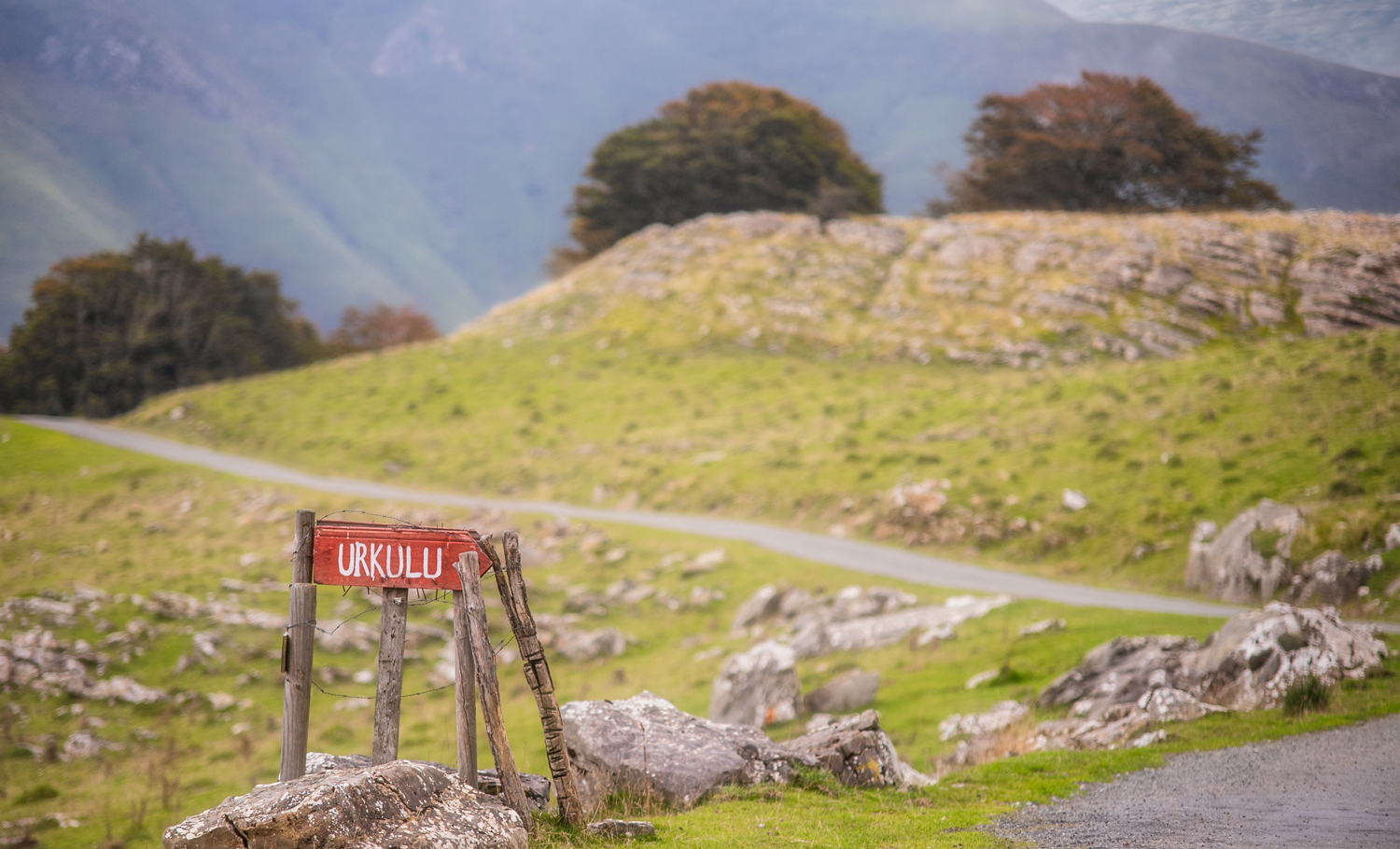
Sur la route de la tour d'Urkulu...